# Phalium
Phalium is een geslacht van weekdieren uit de klasse van de Gastropoda (slakken).

## Soorten
- Phalium areola (Linnaeus, 1758)
- Phalium bandatum (Perry, 1811)
- Phalium decussatum (Linnaeus, 1758)
- Phalium evdoxiae Morrison, 2016
- Phalium exaratum (Reeve, 1848)
- Phalium fimbria (Gmelin, 1791)
- Phalium flammiferum (Röding, 1798)
- Phalium glaucum (Linnaeus, 1758)
- Phalium muangmani Raybaudi Massilia & Prati Musetti, 1995
- Phalium pseudobandatum S. K. Tan, H. E. Ng & Nguang, 2013